# Chryzogon (męczennik)
Święty Chryzogon (wł. San Crisogono, hr. Sveti Krševan) – żył III lub IV wieku (śmierć przed 314), kapłan rzymski, prawdopodobnie biskup Akwilei, podczas prześladowań religijnych za rządów cesarza Dioklecjana uwięziony i zesłany do Akwilei, gdzie poniósł śmierć męczeńską poprzez ścięcie i wrzucenie ciała do morza.
Święty Chryzogon jest jednym z wymienianych świętych w Communicantes Kanonu Rzymskiego.
Św. Chryzogon był przez kilka lat więziony w Akwilei, gdzie pełnił posługę kapłańską wśród więzionych współwyznawców, w tym czasie także pisywał do chrześcijan, w szczególności uznaje się go za przewodnika duchowego Św. Anastazji. Dnia 24 listopada roku 303, na rozkaz Dioklecjana, Chryzogon został ścięty i wrzucony do morza. Po dwóch dniach jego głowa wypłynęła na brzeg i została z czcią pochowana przez chrześcijan.
Święty Chryzogon jest patronem miasta Zadar - jego płaskorzeźba, przedstawiająca go na koniu znajduje się w dawnej głównej bramie miejskiej z 1543, przy placu Pięciu studni, jak również w herbie miasta.

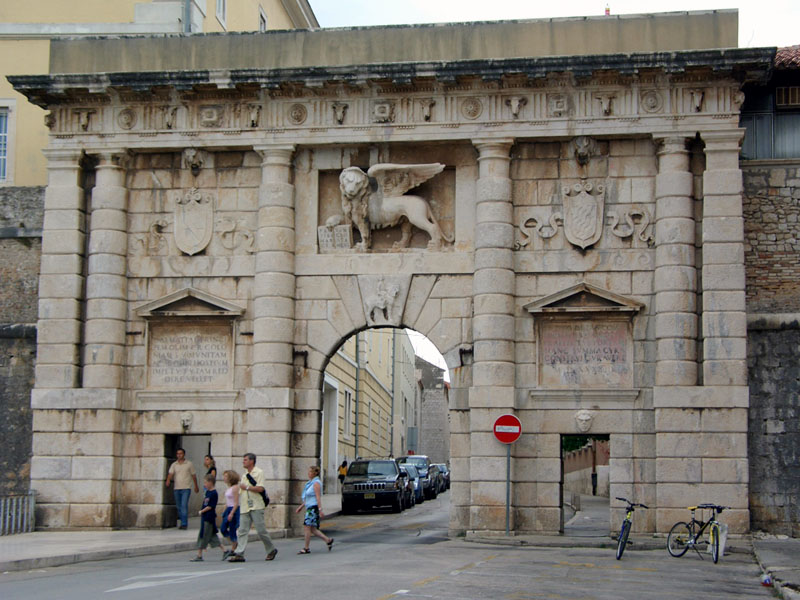
Monumentalna brama miejska Zadaru (Brama Lądowa) autorstwa Michele Sanmicheli z 1543 roku, z weneckim lwem św. Marka oraz płaskorzeźbą św. Chryzogona.

W Rzymie, na Zatybrzu znajduje się Bazylika św. Chryzogona.
W Szybeniku znajduje się kościół św. Chryzogona.